# فرد اسپناک
فرد اسپناک (انگلیسی: Fred Espenak) فیزیک‌دان و اخترشناس و استاد بازنشسته اهل ایالات متحده آمریکا است که در مرکز پروازهای فضایی گادرد ناسا مشغول به کار بود.
شهرت او به‌واسطهٔ پیش‌بینی‌هاش از پدیده‌های «گرفت» است.
وی از سنین ۸–۷ سالگی، به اخترشناسی علاقه‌مند شد و نخستین تلسکوپ خود را در ۱۰–۹ سالگی خرید. وی مدرک کارشناسی فیزیک از دانشگاه واگنر در استتن آیلند دارد و مدتی همان‌جا در آسمان‌نما کار می‌کرد. سپس مدرک کارشناسی ارشد خود را از دانشگاه تولیدو بر پایهٔ پژوهش‌هایش در رصدخانه ملی کیت پیک دریافت داشت. وی پس از استخدام در مرکز پروازهای فضایی گادرد، با استفاده از طیف‌بینی فروسرخ، جو سیاره‌های منظومه شمسی را بررسی می‌کرد.
سیارک «۱۴۱۲۰ اسپناک» به افتخار او نام‌گذاری شده است.